# Radio Maria Österreich
Radio Maria Österreich ist ein katholisch geprägter Hörfunksender in Österreich. Träger ist der Verein Radio Maria Österreich – Der Sender mit Sendung mit Sitz in Wien. Die Finanzierung erfolgt aus Spenden. Radio Maria Österreich gehört zum weltweiten, von der katholischen Kirche anerkannten Senderverbund World Family of Radio Maria, zu der auch Radio Maria (Italien) – Gründungsmitglied (1982/1983) –, Radio Horeb in Deutschland und über 80 weitere Sender weltweit gehören.

## Programm
Radio Maria sendet ein missionarisch ausgerichtetes römisch-katholisches Programm für Österreich. Der Sendebetrieb wurde mit dem ersten UKW-Sender auf der Basilika Sonntagberg im Mostviertel (Niederösterreich) aufgenommen. Ziel von Radio Maria Österreich ist die Verkündigung des Evangeliums und das „vielfältige Leben der Kirche und der Menschen in unserem Land“ abzubilden. Der Obmann Lukas Bonelli bezeichnet Evangelisierung und Glaubensverbreitung. als Anliegen des Senders. Die Rundfunk und Telekom Regulierungs-GmbH (RTR) genehmigte „ein werbefreies, religiöses 24-Stunden-Spartenprogramm christlicher Prägung … an Menschen aller Alters- und Berufsgruppen, die sich mit Gegenwarts- und Orientierungsfragen auseinandersetzen.“ Das Programm besteht aus ca. 70 Prozent Wortanteil und umfasst religiöse, kulturelle und soziale Inhalte mit Lokalbezug. Der Musikanteil ist überwiegend klassisch und sakral geprägt. Das Radioprogramm ist auf der Website (www.radiomaria.at)  ebenso zu ersehen wie aus dem gedruckten Programmheft, das bei Radio Maria Österreich angefordert werden kann.
Hörfunkstudios befinden sich in Wien, Amstetten, Innsbruck und Salzburg.
Programmdirektor und nach dem österreichischen Presserecht verantwortlich ist Br. Peter Ackermann Sam. FLUHM.

## Verbreitungswege
Das Programm von Radio Maria ist über acht UKW-Frequenzen sowie flächendeckend über Kabelanschluss empfangbar. Außerdem gibt es eine Satellitenfrequenz über Astra und einen weltweiten Radiostream im Internet.
Der Sender hat einen Sendeplatz für einen zunächst 10-jährigen digitalen Sendebetrieb über DVB-T im Großraum Wien erhalten, wo das Programm über anfangs verminderte Leistung (10 kW) seit 28. Jänner 2010 empfangbar war. Inzwischen wurde das Sendegebiet mit 80 kW („Mux B“, Kahlenberg) auf die ganze Erzdiözese Wien und das nördliche Burgenland erweitert. Die Angabe des Senders, der erste DVB-T-Hörfunkveranstalter in Österreich zu sein, ist umstritten, da es in der Steiermark bereits seit 22. Dezember 2009 einen DVB-T-Sendebetrieb eines Hörfunkprogramms gibt. Radio Maria ist jedoch der derzeit einzige DVB-T-Hörfunksender in der Region Wien. Im Oktober 2014 kam ein Sendeplatz über den bundesweiten „Mux F“ (DVB-T2 über simpliTV) dazu, wo der Sender zum unverschlüsselten Programmangebot gehört.
Im September 2014 wurde bekannt, dass der Sender den Zuschlag für die – gemessen an der Sendeleistung – kleinste UKW-Frequenz in Wien erhält, mit der allerdings nur 70.000 Einwohner im Bezirk Wien Innere Stadt erreichbar sind. Zur Begründung erklärte die Medienbehörde KommAustria, die Bewerbung des Senders zeige im Vergleich zu drei Mitbewerbern (Mein Kinderradio und zwei neue Programmanbieter in Wien) einen „höheren Beitrag zur Meinungsvielfalt“.
Seit 28. Mai 2019 wird Radio Maria Österreich über DAB+ landesweit im Bundesmux übertragen.

## Weblink
- Offizielle Webpräsenz des Programmanbieters